# Beryl Wayne Sprinkel

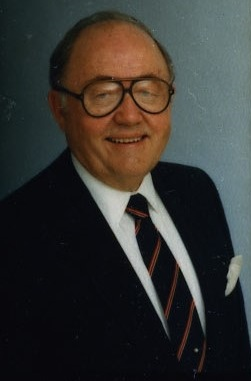
Beryl Wayne Sprinkel

Beryl Wayne Sprinkel (* 20. November 1923 in Richmond, Missouri; † 22. August 2009 in Beecher, Illinois) war ein US-amerikanischer Wirtschaftswissenschaftler, Hochschullehrer und Bankmanager, der sowohl Staatssekretär im US-Finanzministerium als auch Vorsitzender des Council of Economic Advisers war.

## Leben
Sprinkel leistete nach dem Eintritt der Vereinigten Staaten in den Zweiten Weltkrieg seinen Militärdienst in der 41st Armored Division der US Army und studierte nach dem Ende des Krieges Verwaltungswissenschaft an der University of Missouri, an der er 1947 einen Bachelor of Science (B.S. Public Administration) erwarb. Nachdem er ein anschließendes postgraduales Studium der Betriebswirtschaftslehre an der University of Chicago 1948 mit einem Master of Business Administration (M.B.A.) abgeschlossen hatte, übernahm er zwischen 1948 und 1949 zunächst eine Professur an der University of Missouri. Anschließend war er von 1949 bis 1952 Professor an der University of Chicago und erwarb dort 1952 auch einen Philosophiae Doctor (Ph.D. Economics and Finance).
Nach Beendigung seiner Lehrtätigkeit war er von 1952 bis 1981 Manager bei der Harris Trust & Savings Bank of Chicago und übernahm dort nacheinander die Aufgaben eines Vizepräsident und Wirtschaftswissenschaftlers, Forschungsdirektors, Leitender Vizepräsident und zuletzt eines Executive Vice President. Außerdem war er von 1968 bis 1980 Mitglied des Wirtschaftsrates des Nachrichtenmagazins Time. Daneben war er nicht nur Fellow der National Association for Business Economics (NABE), sondern auch für die American Bankers Association und die US Chamber of Commerce tätig.
1981 wurde er Staatssekretär im Finanzministerium (Undersecretary of the Treasury) und war in dieser bis 1985 für Geldpolitik verantwortlich. Anschließend war er zwischen 1985 und 1989 Vorsitzender des Council of Economic Advisers und als solcher einer der engsten Berater von US-Präsident Ronald Reagan in wirtschaftspolitischen Fragen. Im Oktober 1987 sagte er die Finanzkrise voraus und half der Regierung bei der Erarbeitung von Gegenmaßnahmen.